# Sinogastromyzon puliensis
Sinogastromyzon puliensis é uma espécie de peixe actinopterígeo da família Balitoridae.
Apenas pode ser encontrada na Taiwan.